# Araucacis melanthes
Araucacis melanthes là một loài tò vò trong họ Ichneumonidae.